# Connie
connie（コニー、本名：丹羽洋介 1978年 - ）は、日本の音楽プロデューサー、ソングライター、編曲家、DJ、会社員。Negiccoの音楽プロデューサーとして知られる。

## 来歴
新潟市出身。中学時代に兄の影響で音楽に目覚めた。
1998年 新潟大学に入学。サークルでバンド活動（ドラム）。3、4年次にハロー!プロジェクトなどの女性アイドルに夢中になる。
2001年 大学卒業。IT関連企業の営業職として上京。PCでの楽曲制作を始める。音楽プロデューサー「connie（コニー）」を名乗り、インターネットに曲を投稿。
2003年 会社の異動で新潟に戻る。結成したばかりのNegiccoと出会う。J-POPオンリーのクラブ・イベント「トキメキ★ハイスクール」を主宰。
2005年 新卒で勤めていた会社を辞める。派遣社員として複数企業に勤める
2010年 新潟市の建設会社「新光ハウス」に中途入社。現在は営業係長の肩書をもつ。
2013年 Negiccoの楽曲リリースの頻度が増え始め、楽曲制作を正式に会社の事業とする、独自の"副業"スタイルを確立。
2019年 1月22日、日本経済新聞社が主催するセミナー「建設×音楽プロデューサー 達人に学ぶ"副業術"」に登壇。2019年9月21日、新潟大学医学部学士会主催の有壬セミナー「作詞のひみつ、言葉のちから」のゲストとして岩里祐穂と共演。
2019年8月21日、Negiccoの所属事務所・EHクリエイターズが設立した音楽レーベル“Fall Wait Records”の第1弾作品として、自身初のミニアルバム『VOICES』をリリース。「一番聴かせたい彼女たちの声をどう生かすかを最優先に考えた」ことから、タイトルの『VOICES』にもその意味が込められている。

## "副業"音楽プロデューサー
Negiccoに関しては2003年7月のデビュー・イベントからの最古参ファンで、「トキメキ★ハイスクール」にゲストとして招いたのをきっかけに楽曲「トキメキ★マイドリーム」を初提供以降、Negiccoに50曲以上の楽曲を提供している。このほか複数のアイドルグループへの楽曲提供や、アニメ「アイカツ!」シリーズの挿入歌の提供もしている。
こうした音楽プロデューサー業の一方、普段は新潟市の建設会社「新光ハウス」に勤務。プレハブの営業や施工管理をしている。業務上、まったく関係のない2つの仕事を両立させるため、以下のような工夫をしている。
- 新光ハウスが定款を変更し事業に「音楽制作」を盛り込む(=従って、厳密に言えば楽曲制作は副業ではない)
- 会社から課せられた予算のうち、「一部を音楽、一部をプレハブ営業」で達成
- 楽曲制作費と著作権収入は会社の売り上げとして計上
- connie自身は会社からの評価を受け給料をもらう
- 楽曲の著作権はconnieに帰属
- 楽曲の請求書は「工事名」[4]

connie本人はこうした勤務形態について「私の売り上げの半分以上は、本業のプレハブ営業によるものです。やはり音楽だけでは難しい。そう考えると、会社は私のやりがいを生かしてくれているんです」と述べている。

## 楽曲提供

### Negicco
- トキメキ★マイドリーム
- Falling Stars（「第1回 古町音楽祭」グランプリ受賞）
- For a long time（作曲、作詞はNao☆）
- My Beautiful Life
- 圧倒的なスタイル（フジテレビ系列『めちゃ×2イケてるッ!』エンディングテーマ）MV - YouTube
- EARTH（新潟テレビ21「Team ECO」キャンペーンソング）
- Summer Breeze
- ネギさま!Bravo☆（勝ち抜き!アイドル天国!!ヌキ天で「ヌキ天クイーン」に決定）
- 僕らはともだち
- 君といる街
- スウィート・ソウル・ネギィー
- 「GET IT ON!」（2011年、「第4回 CDショップ大賞」甲信越ブロック賞）
  - GET IT ON!
  - ガッター! ガッター! ガッター!（新潟総合テレビ「超耕21ガッター」エンディングテーマ）
- 「恋のEXPRESS TRAIN」（2011年）
  - 恋のEXPRESS TRAIN（ウレぴあ主催「あなたが選ぶベストアイドルソング」第1位）
  - ニュートリノ・ラヴ
- 「Negicco 2003〜2012 -BEST-」（2012年）
  - Party On the PLANET
- 「あなたとPop With You!」（2012年）
  - あなたとPop With You! MV - YouTube
  - トキメクMERMAID
- 「愛のタワー・オブ・ラヴ」（2013年）
  - パーティーについて。
- 「アイドルばかり聴かないで」（2013年）
  - 新しい恋のうた
- 「Melody Palette」（2013年）
  - ナターシア（作詞はサイプレス上野と共同、作曲・編曲はサイプレス上野とロベルト吉野と共同）
  - ルートセヴンの記憶
  - ネガティヴ・ガールズ!（作曲、作詞はNegiccoと共同、編曲は吉田哲人）
- 「ときめきのヘッドライナー」（2013年）
  - さよならMusic
- 「トリプル!WONDERLAND」（2014年）
  - ライフ・イズ・キャンディ・トラベル（作詞・作曲、編曲は奇妙礼太郎トラベルスイング楽団）
- 「サンシャイン日本海」（2014年）
  - フェスティバルで会いましょう MV - YouTube
- 「光のシュプール」（2014年、オリコン最高位5位）
  - 光のシュプール（作詞・作曲、編曲は田島貴男、テレビ東京「音流〜On Ryu〜」エンディングテーマ）MV - YouTube
  - 1000%の片想い（作詞・作曲、編曲はShiggy Jr.）
- 「Rice&Snow」（2015年）
  - クリームソーダ Love（作曲、作詞はNao☆、編曲は北川勝利）
  - 裸足のRainbow（作詞・作曲、編曲はスカート）
  - 二人の遊戯（作詞・作曲、編曲は矢野博康）
  - パジャマ・パーティー・ナイト（作詞・作曲、編曲はOrland）
  - Space Nekojaracy（作詞、作曲は吉田哲人と共同、編曲は吉田哲人）
  - 自由に（作詞・作曲、編曲は蓮沼執太）
  - ありがとうのプレゼント（作曲・編曲、作詞はNegicco）
- 「ねぇバーディア」（2015年）
  - おやすみ（作曲・編曲、作詞はMEG）MV - YouTube
- 笑顔でファイン・デイ（新潟テレビ21「にいがたLive!ナマ+トク」番組テーマ曲）
- 「圧倒的なスタイル-NEGiBAND ver.-」（2015年）
  - カナールの窓辺（作詞、作曲・編曲は長谷泰宏）MV - YouTube
- 「矛盾、はじめました。」（2016年）
  - 楽園の余韻（作詞・作曲、編曲は北園みなみ）ティザー - YouTube
- 土曜の夜は（作詞、作曲・編曲はウワノソラの角谷博栄）
- 「ティー・フォー・スリー」（2016年）
  - RELISH（作曲、編曲は真藤敬利と共同、作詞は岩里祐穂）
  - マジックみたいなミュージック（作詞・作曲、編曲はMagic, Drums & Love）
  - 恋のシャナナナ
  - Good Night ねぎスープ（作曲、作詞はG.RINA、編曲はmabanua）
  - 江南宵唄（大坪加奈と共同作詞、作曲・編曲はSpangle call Lilli line）
  - 私へ（作曲・編曲、作詞は坂本真綾）
- 「愛、かましたいの」（2016年）
  - 私をネギーに連れてって 振付動画 - YouTube
- 「Negicco 2011〜2017 -BEST- 2」（2017年）
  - くちびるにメロディ
- 「CONNIE SIDE OF NEGI SOUNDS」（2017年）
  - ヴィーナス（ボーカルも含む）
- We are VR friends!（東京MXテレビ「パックン&河北麻友子のあつまれ!VRフレンズ」オープニング曲）
- .you（東京MXテレビ「パックン・河北麻友子・池澤あやか VRフレンズ2」オープニング曲）
- 「カリプソ娘に花束を」（2018年、オリコン最高位6位）
  - カリプソ娘に花束を（作詞・作曲、編曲はYOUR SONG IS GOOD）MV - YouTube
  - 本日がスペシャル!（新潟空港 イメージソング）
- ダンダンDance!（BSN新潟放送「にいがたキッズプロジェクト」テーマソング）
- 「MY COLOR」（2018年）
  - Never Ending Story（作詞、作曲・編曲はKeishi Tanaka）
  - Tell me why?（作曲・編曲、作詞は森雪之丞、BS日テレ「Innovative Tomorrow VRが変えるあの業界の未来!」エンディングテーマ曲）
  - そして物語は行く（CRCK/LCKSと共同編曲）
  - グッデイ・ユア・ライフ（下り ver.）（作詞・作曲、編曲は長谷泰宏と共同、ボーカル参加、NEXCO東日本新潟支社 高速道路ソング）
  - 雫の輪（作詞、作曲・編曲は冨田恵一）
  - 15
  - はじまりの場所（作曲、編曲はShiggy Jr.・長谷泰宏と共同、作詞はNao☆）
- Go コースター!Go!Go!（RAM RIDERとの共作、新潟総合テレビ「八千代コースター」オープニングテーマ曲）
- 「I LOVE YOUR LOVE」（2019年）
  - 夢・Dreamer
- 「午前0時のシンパシー」（2020年）
  - さかさま（作詞、作曲・編曲は沖野俊太郎）
  - Sneakers!!!（作曲、作詞は小田朋美、編曲はCRCK/LCKS）

### その他
- HAPPY&PAPY「HAPPY&PAPY〜毎日がおもちゃ箱〜」
- 夢みるアドレセンス「Bye Bye My Days」
  - DATE COUNT FIVE（作曲、作詞・編曲は三浦康嗣（□□□））MV - YouTube
- みちのく仙台ORI☆姫隊「愛のミライノメロディ」（すきドルPROJECT公式ソング）動画 - YouTube
- アイカツ! (アニメ)挿入歌
  - Pretty Pretty（作曲・編曲、作詞は渡辺なつみ）
- アイカツスターズ!挿入歌
  - アイカツ☆ステップ!（作曲・編曲、作詞は唐沢美帆）
  - みつばちのキス（作曲・編曲、作詞は辻純更）
- Negicco feat.小林幸子「にいがた★JIMAN!」（作詞・作曲、小西康陽プロデュース、「にいがた発信プロジェクト」PRソング）MV - YouTube
- 小桃音まい「ちゅるりっぱ」
  - ちゅるりっぱ（作曲・編曲、作詞はmainya）MV - YouTube
- ONIGAWARA「エビバディOK?」
  - エビバディOK?（編曲、作詞・作曲は竹内サティフォ）MV - YouTube
- lyrical school「guidebook」
  - 恋わずわず（作曲、作詞はかせきさいだぁ）
- 私立恵比寿中学×Negicco（ジョイントライブ エビネギのコラボソング）
  - エビネギ・オーライ! MV - YouTube
  - ベイビィ・エビネギ・ポップ! MV - YouTube
- Chelip「ソング・フォー・ユー/Lovin' You」
  - Lovin' You（作詞・作曲、編曲はDr.Usui）
- N-TRIBE「Yes I Do」（作曲、作詞は松井五郎）MV - YouTube
- Mi☆nA「さよならのキセツ」MV - YouTube
- RYUTist「パーティーを続けよう!」
  - パーティーを続けよう!（作詞・作曲、編曲は北川勝利）